# PJ Harvey
PJ Harvey, właśc. Polly Jean Harvey, MBE, ur. 9 października 1969 w Bridport, Dorset – brytyjska wokalistka rockowa, autorka tekstów, multiinstrumentalistka. PJ Harvey to także nazwa zespołu, który założyła w 1990 roku.

## Życiorys

### Dzieciństwo i wczesna młodość
Polly Jean Harvey wychowała się na owczej farmie w Yeovil w hrabstwie Somerset, lub w Corscombe – małej wiosce w południowo-zachodniej Anglii. Ojciec oprócz prowadzenia farmy pracował jako kamieniarz, matka była artystką (rzeźbiarką).
Polly dzięki rodzicom od dziecka miała kontakt z muzyką bluesową, art-rockiem, jazzem. Artyści, których muzyka wywarła na nią największy wpływ w młodości, to m.in. John Lee Hooker, Howlin’ Wolf, Robert Johnson, Jimi Hendrix, Captain Beefheart and His Magic Band.
W wieku kilkunastu lat zaczęła się uczyć gry na saksofonie, skrzypcach, gitarze, perkusji, interesowała się także rzeźbiarstwem, studiując w Yeovil College. Wtedy też zaczęła pierwsze występy z lokalnymi zespołami: Bologna, The Polekats, The Stoned Weaklings. W wieku 17 lat poznała muzyka, który w znacznej mierze wyznaczył drogę jej muzycznego rozwoju – Johna Parisha. Parish zaangażował ją do swojego zespołu Automatic Dlamini, z którym nagrali dwie płyty: From a Diva to a Diver i Here Catch Shouted His Father. Po rozpadzie zespołu w 1990 roku, Polly wyjechała do Londynu, aby kontynuować studia rzeźbiarskie w Central Saint Martins College of Art & Design w Londynie. Wkrótce potem z byłymi muzykami Automatic Dlamini, Ianem Olliverem i Robertem Ellisem, założyła swój pierwszy zespół PJ Harvey.

### Kariera

#### Automatic Dlamini 1988–1991
W lipcu 1988 Harvey dołączyła do bristolskiego zespołu Automatic Dlamini. Grupa powstała w 1983 z inicjatywy Johna Parisha, którego Harvey poznała cztery lata wcześniej poprzez ich wspólnego znajomego Jeremiego Hogga. Skład zespołu często się zmieniał. Kilkukrotnie grali tam Rob Ellis i Ian Olliver – późniejsi członkowie PJ Harvey Trio.
W początkach istnienia zespołu PJ Harvey dużo podróżowała grając na saksofonie, gitarze i śpiewając chórki, włączając w to koncerty w Zachodnich Niemczech, Hiszpanii i Polsce promujące debiutancki album studyjny „The D is for Drum”. Druga europejska trasa koncertowa miała miejsce w 1989 w czerwcu i lipcu. Po trasie zespół nagrał drugi album studyjny „Here Catch, Shouted His Father”. To jedyny materiał Automatic Dlamini współtworzony przez PJ Harvey, który pozostał nieopublikowany.

#### Kariera solowa
W styczniu 1991 roku PJ opuściła zespół, by wraz z kolegami z Automatic Dlamini – Olliverem i Ellisem – utworzyć jej własny zespół. John Parish wielokrotnie pomagał PJ Harvey, również finansowo, podczas nagrywania jej albumów solowych oraz realizacji tras koncertowych. Jako duet Parish i Harvey nagrali wspólnie dwa albumy, gdzie Parish komponował muzykę, a Harvey pisała teksty. Dodatkowo, dziewczyną Parisha w późnych latach 80 była fotograf Maria Mochnacz, która została bliską przyjaciółką PJ. Mochnacz znacznie przyczyniła się do publicznego wizerunku PJ Harvey. Większość opracowań graficznych albumów i teledysków Harvey są jej dziełem.
W styczniu 1991 po odejściu z Automatic Dlamini Harvey utworzyła nowy, własny zespół: PJ Harvey Trio. W jego skład wchodziła ona sama (wokal i gitara), Ellis (perkusja i chórki) i Olliver (gitara basowa), który później jednak odszedł, by ponownie grać z Automatic Dlamini, a później utworzyć „Dub Liberators”. Został zastąpiony przez Stephena Vaughana.
Debiut PJ Harvey Trio miał miejsce w Sherborne's Antelope Hotel w kręgielni w kwietniu 1991. Harvey opisała to wydarzenie mówiąc: „Zaczęliśmy grać i przypuszczalnie było tam około 50 osób, a w trakcie pierwszej piosenki sala opustoszała. Zostało jakoś ze dwie osoby. Wtedy przyszła do nas kobieta, podeszła do perkusisty. Był to trzeci kawałek jaki graliśmy, i powiedziała „Czy nie widzicie, że nikomu się nie podobacie? Zapłacimy wam, możecie przestać grać, my i tak wam zapłacimy"”.
Zespół przeniósł się do Londynu w czerwcu 1991 kiedy Harvey złożyła podanie, by studiować rzeźbę w Central Saint Martins College of Art & Design. Była ciągle niezdecydowana jeśli chodzi o jej przyszłą karierę. W tym czasie, zespół nagrał zestaw demo, który został rozesłany do wytwórni płytowych. Niezależna wytwórnia Too Pure zgodziła się do wydania debiutanckiego singla „Dress” w październiku 1991 roku. „Dress” zdobył uznanie krytyki oraz został wybrany Singlem miesiąca w Melody Maker przez recenzenta Johna Peela. Tydzień po jego wydaniu, zespół nagrał sesję w radiu na żywo dla Peel na BBC Radio 1 grając „Oh,My Lover”, „Victory” i „Sheela-Na-Gig” oraz „Water”.
W lutym trio wypuściło drugi singiel „Sheela-Na-Gig”, który zdobył podobne uznanie, a w marcu 1992 Polly Harvey zadebiutowała z własnym zespołem, wydając longplay Dry w małej niezależnej wytwórni Too Pure. Dominowało na niej mocne, surowe granie – sama Harvey zagrała na gitarze i skrzypcach, na gitarze basowej zagrał Stephen Vaughan, który zastąpił w zespole Iana Ollivera, a na perkusji, bębnach i harmonii – Rob Ellis. Płyta ta pozwoliła zdobyć Harvey popularność w wielu kręgach. Album został wymieniony przez Kurta Cobaina z Nirvany jako jego szesnasty z kolei ulubiony album w wydanych po jego śmierci „Journals”. The Rolling Stones nazwał Harvey autorką tekstów roku i najlepszą nową wokalistką.
Następną płytą, utrzymaną w podobnym klimacie, była Rid of Me, nagrana dla większej wytwórni Island Records. Producentem tego albumu był sam Steve Albini. Za Rid of Me PJ Harvey zdobyła swoją pierwszą nominację do prestiżowej nagrody Mercury Prize (1993).
Jej późniejsza płyta studyjna To Bring You My Love odniosła już międzynarodowy sukces – została obsypana wieloma prestiżowymi nagrodami, była też ponownie nominowana do Mercury Prize (1995), a teledysk do singla "Down by the Water" został nominowany do MTV Video Music Award for Best Female Video (1995).
Na wydanej w 1998 roku płycie Is This Desire? przeważała muzyka elektroniczna. Harvey pytana często w wywiadach o album, z którego jest najbardziej dumna, wskazuje właśnie na Is This Desire?.
Największy sukces komercyjny odniosła wydana w 2000 roku płyta Stories from the City, Stories from the Sea, na której umieszczono utwór wykonany z wokalistą grupy Radiohead Thomem Yorke’em. 11 września 2001 PJ Harvey za ten album otrzymała po raz pierwszy Mercury Prize. W 2004 roku światło dzienne ujrzał następny album brytyjskiej artystki, zatytułowany Uh Huh, Her. Album został wyprodukowany w całości przez samą PJ Harvey i przyniósł powrót do surowszej estetyki grania, znanej fanom z pierwszych płyt.
Kolejny album, wydany we wrześniu 2007 roku White Chalk, przyniósł radykalną zmianę stylistyki. Wszystkie utwory na płycie zostały skomponowane na pianinie. Płytę promuje singel "When Under Ether".
6 września 2011 po raz drugi zdobyła Mercury Prize – tym razem za album Let England Shake.
Współpracowała m.in. z Johnem Parishem, z którym nagrała płyty Dance Hall at Louse Point i A Woman a Man Walked By, z Trickym na jego solowej płycie Angels with Dirty Faces, Nickiem Cave’em i członkami zespołu The Violent Femmes oraz Joshem Homme’em z zespołu Queens of the Stone Age przy jego autorskim projekcie Desert Sessions. Współpracowała także z Marianne Faithfull na Before the Poison oraz na płycie Marka Lanegana Bubblegum (2004).
Tematem większości jej piosenek są relacje pomiędzy kochankami. Płyta "Let England Shake" dotyka tematów związanych z wojną.
Piosenkarka znana jest z licznych eksperymentów muzycznych oraz manipulowania własnym wizerunkiem artystycznym.
21 maja 2008 roku w warszawskiej Sali Kongresowej zagrała koncert w ramach tournée promującego album White Chalk.

## Dyskografia

### Albumy solowe
| 1992                           | Dry - Data: 30 marca 1992 - Wydawca: Too Pure                                                      | –   | 149 | –  | –  | 11 | –  | –  | —  | - UK: srebrna płyta   |
| 1993                           | Rid of Me - Data: 4 maja 1993 - Wydawca: Island Records                                            | 158 | –   | –  | –  | 3  | –  | –  | —  | - UK: srebrna płyta   |
| 1995                           | To Bring You My Love - Data: 27 lutego 1995 - Wydawca: Island Records                              | 40  | –   | –  | 69 | 12 | 47 | 5  | —  | - UK: srebrna płyta   |
| 1998                           | Is This Desire? - Data: 28 września 1998 - Wydawca: Island Records                                 | 54  | 9   | –  | 74 | 17 | 57 | 8  | —  |                       |
| 2000                           | Stories from the City, Stories from the Sea - Data: 23 października 2000 - Wydawca: Island Records | 42  | 7   | 43 | 42 | 23 | 54 | 35 | —  | - UK: platynowa płyta |
| 2004                           | Uh Huh, Her - Data: 31 maja 2004 - Wydawca: Island Records                                         | 29  | 10  | 33 | 23 | 12 | 36 | 16 | —  | - UK: srebrna płyta   |
| 2007                           | White Chalk - Data: 24 września 2007 - Wydawca: Island Records                                     | 65  | 10  | 66 | 34 | 11 | 54 | 12 | —  | - UK: srebrna płyta   |
| 2011                           | Let England Shake - Data: 11 lutego 2011 - Wydawca: Island Records                                 | 32  | 6   | 15 | 14 | 8  | 20 | 4  | 30 | - UK: złota płyta     |
| 2016                           | The Hope Six Demolition Project - Data: 15 kwietnia 2016 - Wydawca: Island Records                 | 63  | 5   | 8  | 4  | 1  | 11 | –  | 13 |                       |
| 2023                           | I Inside the Old Year Dying - Data: 7 lipca 2023 - Wydawca: Partisan - PTKF                        |     |     |    |    |    |    |    |    |                       |
| "—" pozycja nie była notowana. | |     |     |    |    |    |    |    |    |                       |

### Współpraca
| 1996                           | Dance Hall at Louse Point (oraz John Parish) - Data: 23 września 1996 - Wydawca: Island Records | –  | –  | –  | –  | 46 | –  | –  | —  |
| 2009                           | A Woman a Man Walked By (oraz John Parish) - Data: 27 marca 2009 - Wydawca: Island Records      | 80 | 13 | 55 | 46 | 25 | 62 | 11 | 50 |
| "—" pozycja nie była notowana. |                                                                                                 |    |    |    |    |    |    |    |    |

### Ścieżki dźwiękowe
| Tytuł                                    | Szczegóły                                                                                |
| ---------------------------------------- | ---------------------------------------------------------------------------------------- |
| All About Eve                            | - Data: 12 kwietnia 2019 - Wydawca: Invada, Lakeshore - Format: CD, LP, digital download |
| Bad Sisters (Original Series Soundtrack) | - Data: 14 października 2022 - Wydawca: ABC Signature - Format: Digital download         |

### Kompilacje
| 1993                           | 4-Track Demos - Data: 19 października 1993 - Wydawca: Island Records                | 19 | —  |
| 2004                           | iTunes Originals – PJ Harvey - Data: 25 października 2004 - Wydawca: Island Records | –  | —  |
| 2006                           | The Peel Sessions - Data: 23 października 2006 - Wydawca: Island Records            | –  | 46 |
| "—" pozycja nie była notowana. |                                                                                     |    |    |

### Single
| 1991                           | "Dress"                                 | –  | —   | Dry                                         |
| 1992                           | "Sheela-Na-Gig"                         | 69 | —   | Dry                                         |
| 1993                           | "50Ft Queenie"                          | 27 | —   | Rid of Me                                   |
| 1993                           | "Man Size"                              | 42 | —   | Rid of Me                                   |
| 1995                           | "Down by the Water"                     | 38 | —   | To Bring You My Love                        |
| 1995                           | "C'Mon Billy"                           | 29 | —   | To Bring You My Love                        |
| 1995                           | "Send His Love to Me"                   | 34 | —   | To Bring You My Love                        |
| 1996                           | "That Was My Veil" (oraz John Parish)   | 75 | —   | Dance Hall at Louse Point                   |
| 1998                           | "A Perfect Day Elise"                   | 25 | 70  | Is This Desire?                             |
| 1999                           | "The Wind"                              | 29 | —   | Is This Desire?                             |
| 2000                           | "Good Fortune"                          | 41 | 100 | Stories from the City, Stories from the Sea |
| 2001                           | "A Place Called Home"                   | 43 | —   | Stories from the City, Stories from the Sea |
| 2001                           | "This Is Love"                          | 41 | —   | Stories from the City, Stories from the Sea |
| 2004                           | "The Letter"                            | 28 | 73  | Uh Huh Her                                  |
| 2004                           | "You Come Through"                      | 41 | —   | Uh Huh Her                                  |
| 2004                           | "Shame"                                 | 45 | —   | Uh Huh Her                                  |
| 2007                           | "When Under Ether"                      | –  | —   | White Chalk                                 |
| 2007                           | "The Piano"                             | –  | —   | White Chalk                                 |
| 2008                           | "The Devil"                             | –  | —   | White Chalk                                 |
| 2009                           | "Black Hearted Love" (oraz John Parish) | –  | —   | A Woman a Man Walked By                     |
| 2011                           | "The Words That Maketh Murder"          | –  | —   | Let England Shake                           |
| 2011                           | "The Glorious Land"                     | –  | —   | Let England Shake                           |
| 2012                           | "Written on the Forehead"               | –  | —   | Let England Shake                           |
| "—" pozycja nie była notowana. |                                         |    |     |                                             |

## Wideografia
| Rok  | Tytuł |
| ---- | --- |
| 1994 | Reeling with PJ Harvey (VHS) - Data: 1 kwietnia 1994 - Wydawca: PolyGram                                    |
| 1998 | On Tour: Please Leave Quietly (DVD) - Data: 1 maja 2006 - Wydawca: Universal Island                         |
| 2011 | Let England Shake: 12 Short Films by Seamus Murphy (DVD) - Data: 12 grudnia 2011 - Wydawca: Vagrant Records |